# لیپانی
لیپانی (به مجاری: Héthárs) یک شهرک با جمعیت ۶٬۴۲۳ نفر که در Sabinov District، اسلواکی واقع شده‌است.